# Fjällnära skog

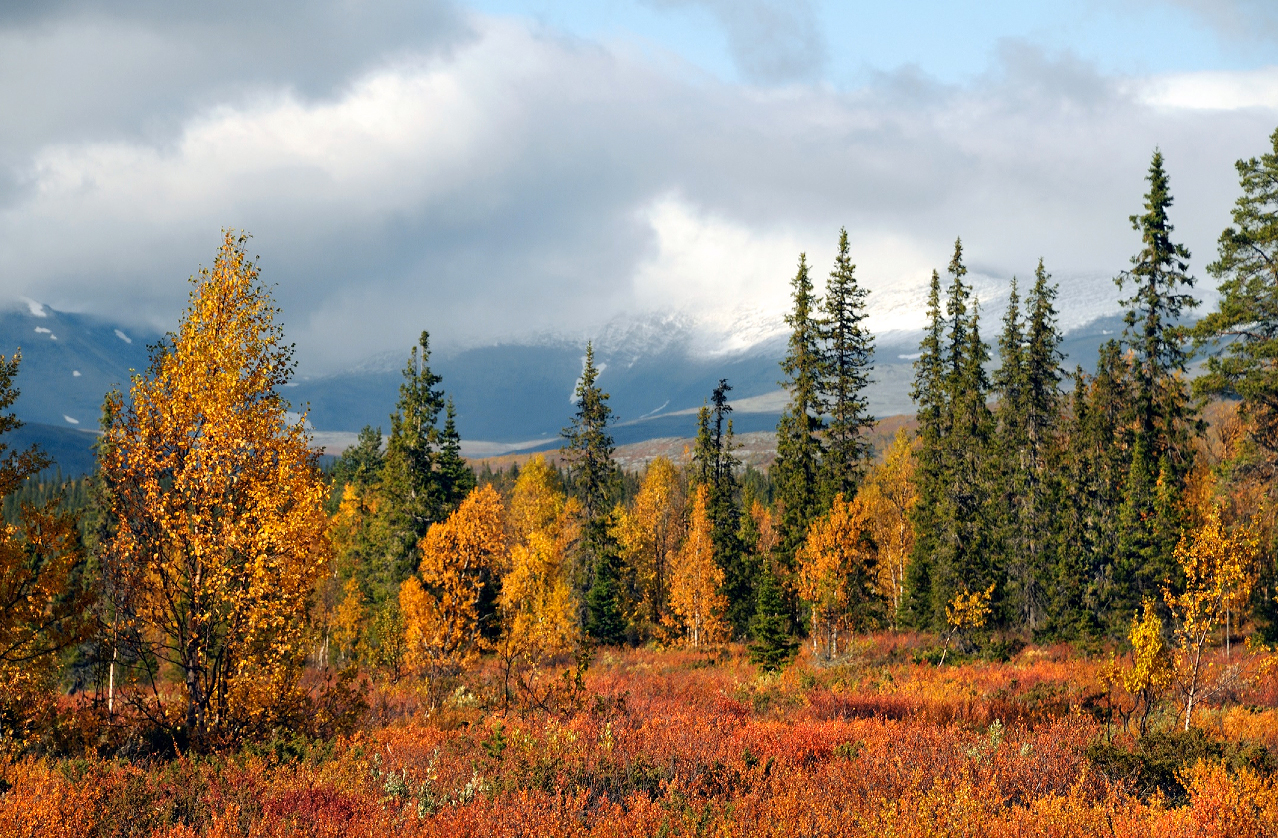
Fjällnära skog i Sarek.

Fjällnära skog är ett begrepp som i Sverige används inom miljövård och skogsindustri, avseende skog som ligger väster om gränsen för fjällnära skog − en gräns som är definierad av Skogsstyrelsen. Detta område kännetecknas av en hög andel gamla skogar som många gånger hyser viktiga hänglavsbeten för rennäringen. De uppvisar betydligt större sammanhängande naturskogsarealer än den svenska skogen i övrigt. Den fjällnära skogen är ofta urskogsliknande, och skogsbilvägnätet är betydligt glesare än i övriga landet. Gran som växer i fjällnära skog får allmänt ett påfallande smalt utseende, på grund av snöbelastningen under vintern. Fjällbjörk förekommer i fjällnära skog. 
Lönsamheten på avverkning i fjällnära skog var länge, på grund av besvärliga transportförhållanden och långsam tillväxt, ganska dålig, vilket bidragit till att skydda den. Detta förhållande har dock ändrats något sedan 2005, på grund av stigande virkespriser.[källa behövs]
Fjällnära skog återfinns i Dalarnas, Jämtlands, Västerbottens och Norrbottens län. Svenska staten äger betydande arealer av den fjällnära skogen som förvaltas av Statens fastighetsverk. Den fjällnära skogen är viktig för friluftslivet.